# 北岸区 (魁北克省)

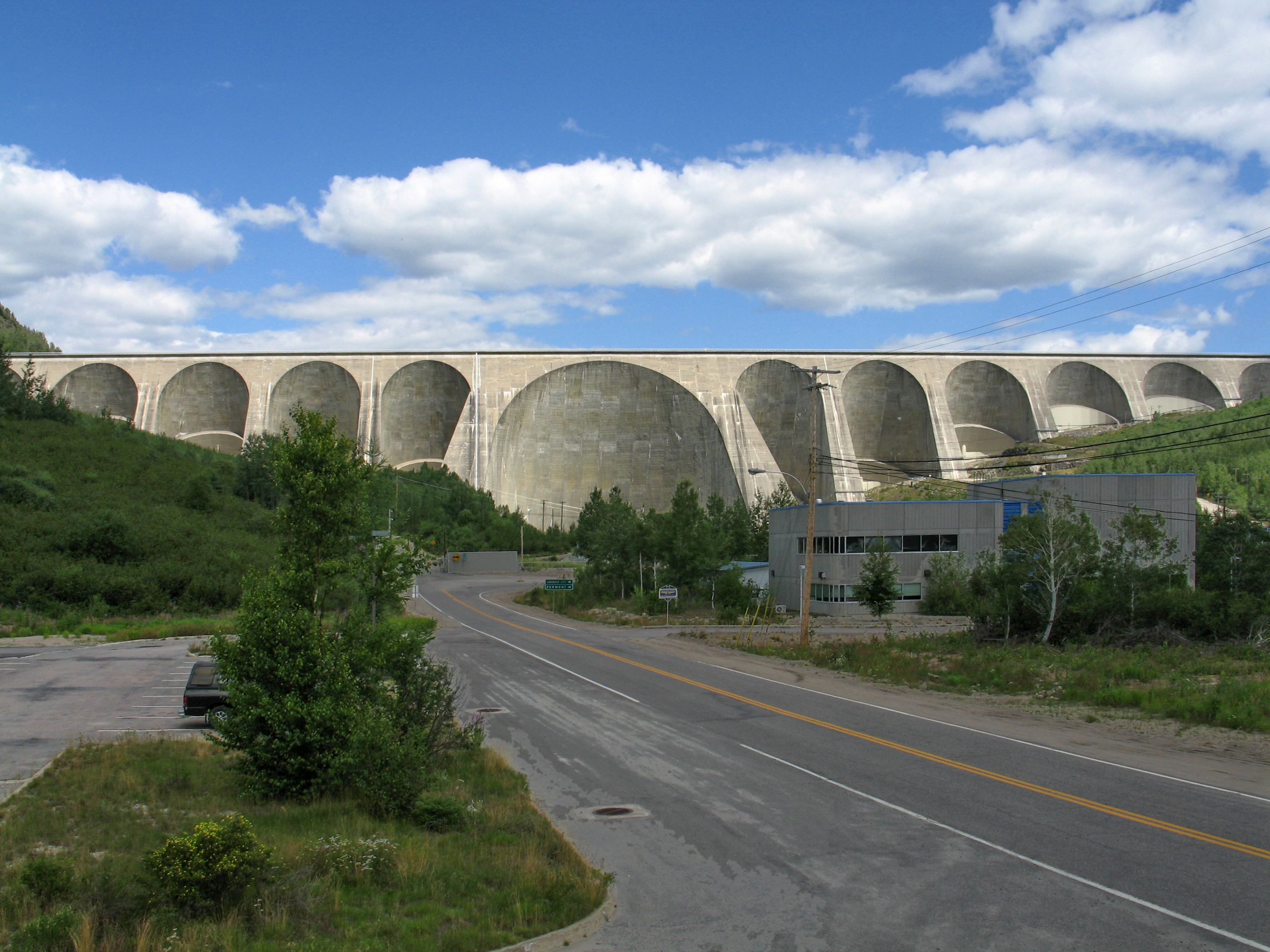
馬尼克河上的丹尼爾強森水庫

北岸区（法語：Côte-Nord），是魁北克省最東部的地區。西邻山更尼地区，东邻纽芬兰与拉布拉多省，是魁北克面积第二大的地区，经济上主要依靠铁矿，铝业以及林业。面积23.67万平方公里，人口为94766人（2011年）。下辖5个县，5个独立市，9个印第安保留地。山更尼河口处的泰道沙克是世界著名观赏野生鲸鱼的胜地。